# Тулбай
 Тулбай — село в Мамадышском районе Татарстана. Входит в состав Олуязского сельского поселения.

## География
Находится в северной части Татарстана на расстоянии приблизительно 28 км на северо-запад по прямой от районного центра города Мамадыш у речки Шия.

## История
Известно с 1680 года. В начале XX века действовали мечеть и медресе.
В «Списке населенных мест по сведениям 1859 года», изданном в 1866 году, населённый пункт упомянут как казённая деревня Тулбаева 2-го стана Мамадышского уезда Казанской губернии. Располагалась при речке Шие, по левую сторону Кукморского торгового тракта, в 40 верстах от уездного города Мамадыша и в 9 верстах от становой квартиры в казённой деревне Ахманова (Ишкеево). В деревне, в 78 дворах жили 446 человек (222 мужчины и 224 женщины), была мечеть.

## Население
Постоянных жителей было: в 1782 году — 80 душ мужского пола, в 1859—439, в 1897—736, в 1908—776, в 1920—861, в 1926—783, в 1949—388, в 1958—422, в 1970—345, в 1979—279, в 1989—234, в 2002 году 205 (татары 97 %), в 2010 году 208.